# جواد الحواج
جواد يوسف عبد الوهاب الحواج (ولد في 27 سبتمبر 1949 في المحرق، البحرين) رجل أعمال بحريني.

## النشأة والتعليم
ولد الحواج في 27 سبتمبر 1949 في مدينة المحرق شمال شرق البحرين. نشأ أولا في فريج مراد ثم انتقل والده إلى فريج البنائين.
درس في الجامعة اللبنانية في لبنان وحصل على شهادة البكالوريوس في الاقتصاد والعلوم السياسية.

## المسيرة المهنية
بدأ حياته المهنية بدعم من والده (الذي كان تاجر بشوت) عن طريق استيراد العطور العالمية الشهيرة ومنتجات مستحضرات التجميل من فرنسا. تنوعت أنشطته التجارية في مختلف المجالات منها: العطور ومستحضرات التجميل والمجوهرات والساعات والإكسسوارات والمطاعم والأزياء والأجهزة المنزلية والإلكترونيات الاستهلاكية.
شغل عدة مناصب قيادية في عدة مجموعات تجارية في البحرين وأبرزها:
- رئيس مجلس إدارة والعضو المنتدب في مجموعة الحواج.[3]
- رئيس مجلس إدارة مجموعة أزاديا البحرين.
- رئيس جمعية البحرين - البوسنة والهرسك للصداقة والأعمال.[4]
- العضو المنتدب في تكنو بلو التجارة.
- عضو مجلس إدارة ورئيس لجنة المراجعة والتدقيق بشركة مجمع البحرين للأسواق الحرة.
- رئيس مجلس إدارة مركز البحرين الدولي لتطوير تجارة التجزئة.[5]
- النائب الثاني لرئيس مجلس إدارة غرفة تجارة وصناعة البحرين ورئيس لجنة القطاع التجاري والتجزئة بالغرفة.[6]
- ساعد في تأسيس مدرسة السلام وترأس مجلس إدارتها في العام 2007.
- عضو مؤسس لنادي كابيتال كلوب البحرين.
- من مؤسسي نادي الأعمال البحريني الفرنسي في العام 2001 وكان أول رئيس للنادي والذي يهدف إلى تعزيز الأنشطة الاجتماعية والثقافية والخيرية بين البلدين.[7]
- الرئيس الفخري لجمعية المؤسسات الصغيرة والمتوسطة.[8]
- رئيس جمعية الصداقة البحرينية الصينية.[9]

تلقى الكثير من التقدير من مختلف الشخصيات الفرنسية لمساهمته الكبيرة في تعزيز الثقافة الفرنسية في البحرين.
من خلال رئاسته لجمعية البحرين - البوسنة والهرسك للصداقة والأعمال فإن الاستثمارات البحرينية في جمهورية البوسنة والهرسك قدرت بأكثر من 200 مليون دينار بحريني (حوالي 530 مليون دولار أمريكي) وأن هناك أكثر من 20 شركة بحرينية تمارس أنشطة تجارية في البوسنة والهرسك منذ عام 2010 في أنشطة العقار وتجارة اللحوم والثروة الحيوانية والمواد الغذائية والفواكه. اعتبارا من 26 يونيو 2021 فإنه ستكون هناك رحلات مباشرة بين البحرين وساراييفو.

## الجوائز والتكريم
قدمت الجمهورية الفرنسية وسام جوقة الشرف برتبة فارس للحواج في حفل أقامته السفارة الفرنسية في المنامة مساء الثلثاء الموافق 25 مارس 2014 وهذا الوسام يعتبر أعلى تكريم اعتمد في فرنسا منذ مطلع القرن التاسع عشر ويحمل عنوان الشرف والوطن. وقال السفير الفرنسي في المنامة كريستيان تيستو في حفل التكريم: «إن رجل الأعمال جواد الحواج ساهم في تطوير العلاقات الاقتصادية بين فرنسا والبحرين وحقق مكانة مميزة حازت تقدير الجميع على مدى خمسة عقود».
في عام 2019 حصل الحواج على وسام العمل الوطني من الدرجة الأولى من ملك البحرين حمد بن عيسى بن سلمان آل خليفة.